# Picture me, le journal vérité d'un top model
Pour plus de détails, voir Fiche technique et Distribution.
Picture me, le journal vérité d'un top model (Picture Me: A Model's Diary) est un documentaire américain réalisé par Ole Schell et Sara Ziff (en), sorti en 2010.

## Fiche technique
- Titre original : Picture Me: A Model's Diary
- Durée : 82 minutes
- Pays :  États-Unis
- Date de sortie : 20 octobre 2010 en  France

## Distribution
- Sara Ziff
- Caitriona Balfe
- Karl Lagerfeld
- Nicole Miller